# Алыджан
Алыджан (азерб. Alıcan) — бывшее село на территории современного Ходжавендского района Азербайджана. Село до своего упразднения входило в состав административно-территориального округа села Кёгнакенд Лачынского района Азербайджана. Законом Азербайджанской Республики от 5 декабря 2023 года село Алыджан Лачынского района было упразднено, а территория села была передана в состав Ходжавендского района Азербайджана.

## История
По данным местных жителей, село было основано выходцем из села Сусалыг Ходжавендского района по имени Алыджан. В селе его потомков и сейчас называют алыджанцы. Ойконим составлен из компонентов «алыдж» (дальний) и-«ан» (место, суффикс, обозначающий понятие места), что означает «далекое место».
В советские времена было анклавом, окружённым Гадрутским районом Нагорно-Карабахской автономной области (НКАО). После упразднения азербайджанскими властями НКАО и Гадрутского района и присоединения территории последнего к Ходжавендскому району, село стало окружённым Ходжавендским районом.
Село находилось под контролем непризнанной Нагорно-Карабахской Республики с мая 1992 года. 1 декабря 2020 года согласно трёхстороннему заявлению Лачинский район (в том числе село Алыджан) вернулся под контроль Азербайджана.
Законом Азербайджанской Республики от 5 декабря 2023 года село Алыджан Лачынского района было упразднено, а территория села была передана в состав Ходжавендского района Азербайджана.

## Экономика
Основным хозяйством населения было животноводство.